# Tieren
Tieren (kinesiska: 铁人, 铁人乡) är en socken i Kina. Den ligger i provinsen Heilongjiang, i den nordöstra delen av landet, omkring 160 kilometer nordväst om provinshuvudstaden Harbin.
Genomsnittlig årsnederbörd är 890 millimeter. Den regnigaste månaden är juli, med i genomsnitt 203 mm nederbörd, och den torraste är januari, med 4 mm nederbörd.